# Reba McEntire
Reba Nell McEntire (McAlester, 28 marzo 1955) è una cantante, musicista e attrice statunitense, spesso definita "La regina del Country".
È celebre per le sue intense esibizioni dal vivo e per le sue ballate dalle sfumature pop. In oltre mezzo secolo di carriera ha pubblicato 45 album, vendendo più di 55 milioni di copie in tutto il mondo.
È stata l'artista donna di maggior successo nel panorama della musica country negli anni ottanta e novanta, durante i quali ha mandato 23 brani al primo posto delle classifiche di vendita; tra i suoi album 5 hanno ottenuto il disco d'oro, 6 il disco di platino, 2 il doppio, 4 il triplo, uno il quadruplo e uno il quintuplo disco di platino. Oltre che come cantante, si è anche cimentata come attrice cinematografica, teatrale e soprattutto televisiva, interpretando la protagonista di una situation comedy Reba, andata in onda dal 2001 al 2007.

## Biografia

### Infanzia e giovinezza
Reba McEntire è nata nel 1955 da Clark Vincent McEntire (1927-2014) e Jacqueline Smith ed è cresciuta nei pressi di Chockie (Oklahoma), dove ha imparato a cantare, suonare e a cavalcare nei rodei; suo padre era un campione del rodeo (vinse per tre volte il titolo di campione del mondo nella specialità della legatura del vitello nel 1957, 1958 e 1961) pertanto trascorse l'infanzia seguendolo insieme alla famiglia nelle varie competizioni in cui si esibiva. Sua madre avrebbe desiderato fare carriera nel mondo della musica, ma non seguì poi tale strada con convinzione.
Ben presto Reba forma un gruppo canoro insieme al fratello e alla sorella, noto con il nome di The Singing McEntires. La sorella, Susie Luchsinger, ha fatto una carriera di successo nell'ambito della musica di ispirazione cristiana ed è la co-conduttrice di "Cowboy Church", una trasmissione religiosa in onda sulla RFD-TV, mentre il fratello, Pake McEntire, ha a sua volta ottenuto un buon successo come cantante country negli anni '80. Il trio riscosse successo a livello locale con "The Ballad of John McEntire", un brano in onore del nonno che venne proposto dalle radio della zona. La sorella maggiore, Alice, non entra a far parte del gruppo. Reba McEntire segue le tradizioni di famiglia anche nel rodeo e si cimenta nelle competizioni di barrel racing, la sola prova a cui sono ammesse anche le donne.

## La carriera musicale

### 1974–1983: Mercury Records
Nel 1974, mentre si sta specializzando nell'insegnamento alla Southeastern Oklahoma State University di Durant, la McEntire interpreta The Star-Spangled Banner prima delle finali nazionali di rodeo che si tengono ad Oklahoma City. Il cantante country Red Steagall, che si trovava tra il pubblico, le suggerisce di andare a Nashville per tentare la carriera di cantante. Lei lo ascolta, firma un contratto con la Mercury Records ed inizia la propria carriera di cantante professionista proponendo una sonorità honky tonk piuttosto dura, che non era però molto amata in un periodo in cui la scena country era dominata da artisti outlaw come Willie Nelson e David Allan Coe. All'incirca nello stesso periodo in cui pubblica il suo primo album sposa Charlie Battles, un professionista del rodeo.
Il primo singolo di Reba McEntire ad entrare nelle classifiche è "I Don't Want to Be a One-Night Stand" che nel 1976 raggiunge l'86ª posizione; il brano è tratto dall'album di debutto, Reba McEntire. Riesce ad entrare per la prima volta nelle prime 20 posizioni nel 1978 con "Three Sheets in the Wind/I'd Really Love to See You Tonight", due duetti con Jacky Ward pubblicati solo come singolo e non inseriti in alcun album. Tra i brani del suo secondo album, Out of a Dream, 5 entrano tra i primi 40 della classifica e quello di maggior successo è una reinterpretazione di "Sweet Dreams" di Patsy Cline, che nel 1979 raggiunge il 19º posto. La McEntire considera la Cline come una degli artisti che maggiormente hanno influenzato la sua carriera.
Continua la lenta scalata alle classifiche dei singoli, raggiungendo per la prima volta le prime dieci posizioni nell'agosto 1980 con "(You Lift Me) Up to Heaven". Il terzo album, "Feel the Fire", pubblicato nell'ottobre 1980, non ottenne il successo sperato, ma dopo un altro paio di singoli piazzati nella Top 20, nell'ottobre 1981 riesce ad entrare tra i primi 5 posti con "Today All Over Again" . La canzone fa parte del suo quarto album Heart to Heart e contribuì a farne il primo che riesce ad entrare nelle classifiche di vendita, in quanto raggiunge il 42º della classifica country. Nell'agosto 1982 il singolo "I'm Not That Lonely Yet" si piazza al terzo posto e l'album che lo contiene, "Unlimited", sale fino alla 22ª posizione della classifica degli album country. È l'inizio del successo vero e proprio. Dal disco vengono estratti anche "Can't Even Get the Blues" e "You're the First Time I've Thought about Leaving" che uno dopo l'altro raggiungono il primo posto delle classifiche in gennaio e aprile 1983. Da allora anche le sue esibizioni dal vivo fanno un salto di qualità: lascia locali da ballo e night club per aprire invece i concerti degli Statler Brothers. Inizia a collaborare con Conway Twitty, Ronnie Milsap, Mickey Gilley e altri artisti e il suo sound comincia ad assumere delle tonalità vicine al country-pop.

### 1984–1990: l'esplosione

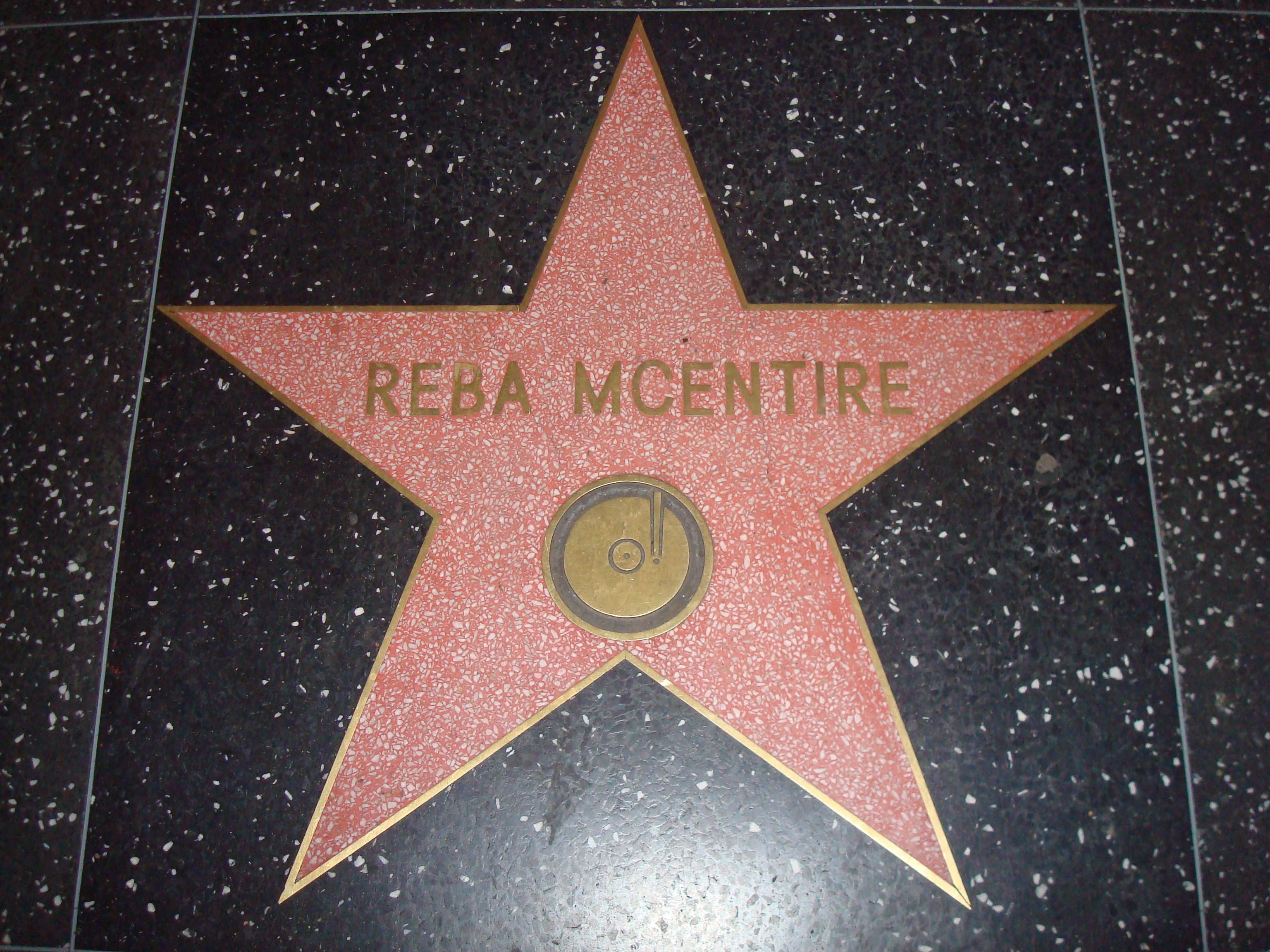
La stella di Reba McEntire sulla Hollywood Walk of Fame

Interpretando ballate dalle tonalità maggiormente tendenti al pop, Reba McEntire inizia ad incontrare i favori di una sempre crescente fetta di pubblico. Nel 1984 cambia casa discografica e firma per la MCA Nashville; con la nuova etichetta pubblica, quello stesso anno, l'album Just a Little Love, mentre nel 1985 la Mercury Records lancia sul mercato la raccolta The Best of Reba McEntire. Due anni dopo pubblica la prima raccolta di grandi successi per la MCA, intitolata semplicemente Greatest Hits. Il disco è stato più tardi ripubblicato nel 1992 come Reba McEntire's Greatest Hits con una copertina diversa.
Nella realizzazione del secondo album per la MCA Reba McEntire riesce ad assumere un maggio controllo sul proprio lavoro: rifiuta i suggerimenti del produttore Harold Shedd che vuole addolcire il tono dei brani e per fare questo chiede ed ottiene il sostegno di Jimmy Bowen, il nuovo presidente della divisione country della casa discografica. Bowen le consente di scegliere il materiale che preferisce e di eliminare gli archi e gli altri accorgimenti pop usati in Just a Little Love e nei precedenti lavori per la Mercury. Il risultato è My Kind of Country, pubblicato nel novembre 1984, album dominato dalle cover di vecchie canzoni country in passato interpretate da Ray Price, Carl Smith, Connie Smith e Faron Young. Ancor prima che l'album esca, il singolo anteprima, "How Blue" va comunque al primo posto della classifica. My Kind of Country è il primo album della McEntire a conquistare il Disco d'Oro della RIAA e raggiunge il 13º posto della classifica country. Anche il secondo e ultimo singolo estratto dal disco, "Somebody Should Leave", raggiunge la vetta della classifica.
Vince il titolo di "Female Vocalist of the Year" (It. Cantante femminile dell'anno) della Country Music Association per quattro volte di fila (1984, 1985, 1986 e 1987). È l'unica ad everne vinti quattro di seguito, ma non l'unica ad averne conquistati quattro in carriera, in quanto condivide l'onore con Martina McBride (vincitrice nel 1999, 2002, 2003, 2004). Reba McEntire è una delle sole cinque donne (insieme a Shania Twain, Barbara Mandrell, Dolly Parton e Loretta Lynn) ad aver conquistato il principale premio della Country Music Association, quello di "Entertainer of the Year" (It. Personaggio dello spettacolo dell'anno)
Nel 1986 pubblica l'album Whoever's in New England. Il disco, insieme all'omonimo singolo, pone Reba McEntire all'attenzione di tutti e da allora in poi il suo nome diviene popolare ovunque. L'album è il suo primo a raggiungere il primo posto della classifica di vendita e grazie al singolo ottiene il suo primo Grammy Award. La canzone viene da molti interpretata come una sorta di risposta alla canzone del 1976 "Weekend in New England" di Barry Manilow, dal momento che la McEntire interpreta la moglie di un farfallone che ha una storia con qualcun'altra nella Nuova Inghilterra. Nello stesso anno la Southeastern Oklahoma State University la premia come ex-allieva illustre. Da questo momento Reba McEntire inizia a co-produrre i propri dischi, cosa che aveva già fatto con Whoever's In New England, attività che continuerà a svolgere per tutto il resto della carriera.
Nel settembre 1986 pubblica l'album successivo, What Am I Gonna Do About You?, anticipato dall'omonimo singolo: entrambi raggiungono il primo posto delle classifiche. Anche il secondo singolo estratto, "One Promise Too Late" va al primo posto.
Nell'aprile successivo pubblica la raccolta Greatest Hits, che diventa il suo primo disco ad ottenere il Disco di Platino della RIIA e vende oltre tre milioni di copie. La striscia di successi continua nel settembre 1987 con The Last One to Know, da cui sono estratti il singolo omonimo e "Love Will Find Its Way to You", che raggiunge il terzo posto della classifica di vendita ed ottiene anch'esso il Disco di Platino.
Nel 1988 è il turno di Reba, che raggiunge il 1º posto della classifica e contiene i singoli "New Fool at an Old Game", "I Know How He Feels" e "A Sunday Kind of Love" cover del grande successo di Jo Stafford del 1947 e che raggiunge il 5º posto della classifica nel mese di luglio.
Nello stesso anno la McEntire fonda la Starstruck Entertainment, una società si occupa della parte manageriale della carriera sua e di altri artisti, gestendo le pubblicazioni, le scritture e tutti gli altri aspetti logistici e finanziari.
Nel 1989 pubblica due album: Sweet Sixteen nel mese di maggio e Reba Live, un disco dal vivo, nel mese di agosto. In Sweet Sixteen c'è il grande successo "Cathy's Clown", un brano originariamente registrato dagli Everly Brothers.
Reba McEntire continua a riscuotere grande successo anche nei primi anni '90. Nel 1990 pubblica l'album Rumor Has It con i due singoli "You Lie" e "Fancy". Quest'ultima diventa il suo vero e proprio cavallo di battaglia e la CMT la classifica al 26º posto nella lista delle 100 migliori canzoni country di tutti i tempi.

### 1991–1999: Reba negli anni '90

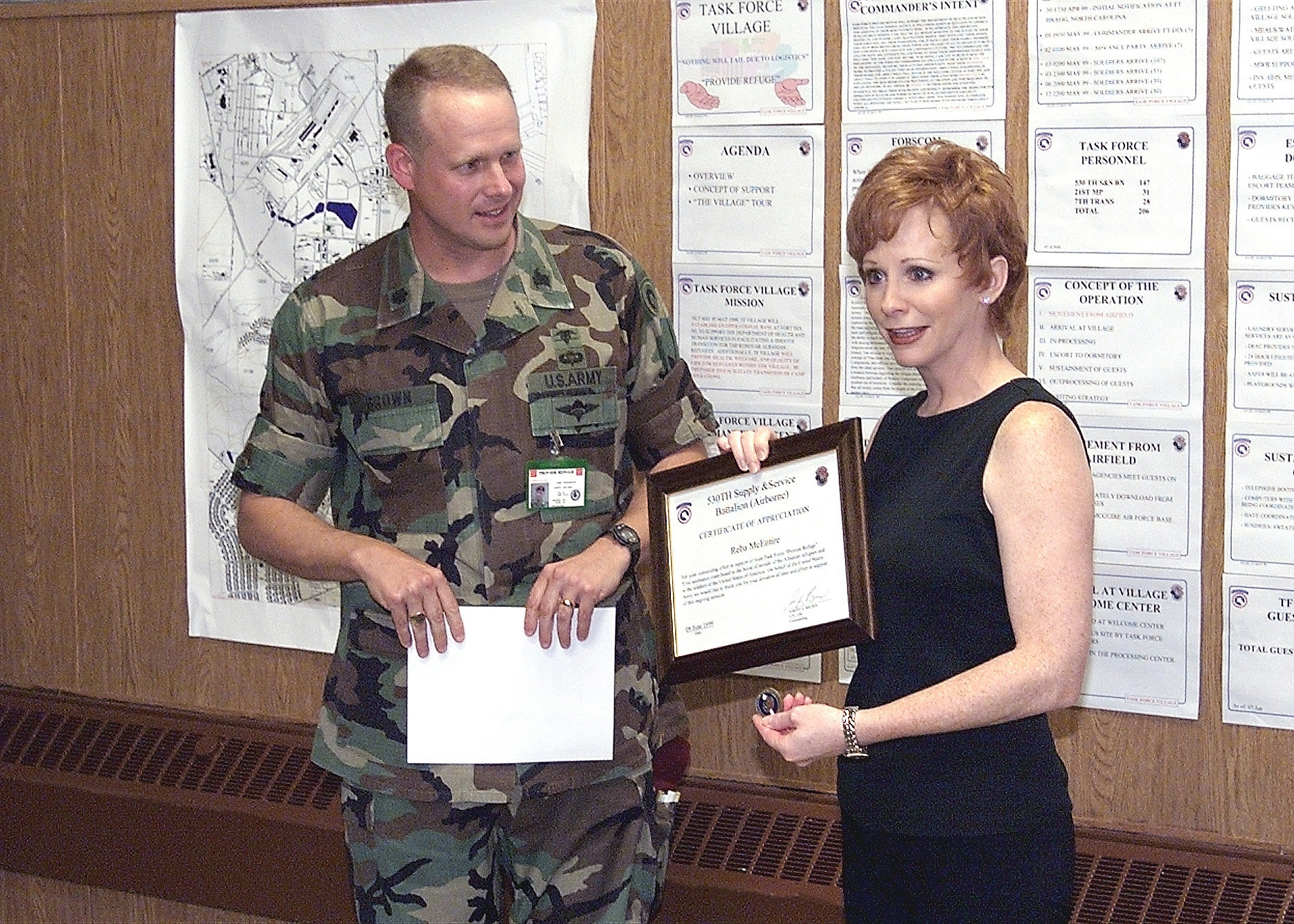
Reba McEntire in un incontro con l'United States Army nel 1999

Reba McEntire è davvero sulla cresta dell'onda. Tuttavia sul piano personale riceve un colpo durissimo nella primavera del 1991. Il 16 marzo un aeroplano con a bordo sette membri della sua band e il suo manager si schianta al suolo e tutti gli occupanti perdono la vita. Reba è davvero distrutta per l'accaduto. Ci sono alcune piccole polemiche sulla sua decisione di esibirsi nel corso della cerimonia di consegna dei Premi Oscar una sola settimana dopo l'incidente. Tuttavia Reba partecipa allo spettacolo per dedicare la canzone in nomination "I'm Checking Out" tratta dal film Cartoline dall'inferno ai membri della sua band scomparsi; durante l'esibizione la McEntire è visibilmente emozionata e trattiene a stento le lacrime ed in ultima analisi si guadagna il rispetto e l'affetto degli altri artisti per la sua stoica decisione e per il carattere con questa dimostrato.
Ai suoi sfortunati musicisti dedica il suo album successivo, For My Broken Heart, pubblicato ad ottobre. Il disco è un grande successo, ottiene il Disco di Platino poco dopo la pubblicazione e finisce per vendere quattro milioni di copie.
Il suo 17º album, It's Your Call, pubblicato nel dicembre 1992, si rivela ben presto un campione di vendite e finisce per ottenere il triplo Disco di Platino, oltre ad essere il primo dei suoi dischi ad entrare tra i primi dieci anche della classifica pop. Il singolo più significativo tratto dal disco è il duetto con Vince Gill "The Heart Won't Lie", che raggiunge il 1º posto nell'aprile 1993. Nello stesso anno capita un altro incidente: un elettricista che sta lavorando al Riverport Amphitheatre per preparare lo spettacolo della McEntire resta fulminato e viene dichiarato clinicamente morto per tre volte in sala operatoria, prima di riuscire però a salvarsi in modo miracoloso. Reba dichiara il suo sostegno all'uomo ed è costernata per l'accaduto, ma continua il suo tour nonostante sia mancato poco a che un'altra morte colpisse la sua carriera.
Anche il successo seguente è un duetto: "Does He Love You?" interpretato insieme a Linda Davis che raggiunge il 1º posto nel novembre 1993 ed è incluso nella raccolta Greatest Hits Volume Two che vende due milioni di copie alla sua uscita ed altre tre nei successivi cinque anni. "Does He Love You?" la porta anche a vincere il suo secondo Grammy per la Best Country Collaboration with Vocals (It. Miglior collaborazione canora in ambito country) e il Premio CMA per il Vocal Event of the Year.
Read My Mind, l'album seguente, è un altro disco di enorme successo; ottiene anch'esso un triplo Disco di Platino e ne vengono tratti 5 singoli, tra cui "The Heart Is a Lonely Hunter" e il controverso "She Thinks His Name Was John", una canzone che narra di una donna che contrae l'AIDS dopo un incontro amoroso da una sola notte. Neanche la fama e la celebrità della McEntire riescono a spingere un brano dal soggetto così estraneo alla tradizione country oltre il 15º posto della classifica. Nel frattempo ottiene due parti in due diversi film in uscita nel corso dell'estate, un ruolo parlato in Genitori cercasi e un cameo nella commedia per bambini Piccole canaglie. Compare anche, ma senza essere accreditata, in Maverick e nella colonna sonora del film stesso. È protagonista e produttrice esecutiva di un film per la televisione ispirato alla sua canzone Is There Life Out There?, dal titolo omonimo. Pubblica la propria autobiografia, Reba: My Story, ed anche questa diventa un bestseller .
Celebre per le proprie caldissime esibizioni dal vivo, Reba McEntire è la prima donna ad ottenere in ambito country, nel 1994 e nel 1995, l'incasso più alto dell'anno per il proprio tour di concerti. In segno di riconoscimento per il suo contributo all'industria discografica le viene dedicata una stella sulla Hollywood Walk of Fame al 7000 di Hollywood Boulevard. Nel 1995 viene ammessa alla Western Performers Hall of Fame presso il National Cowboy & Western Heritage Museum di Oklahoma City.
Il 19º album di Reba McEntire, Starting Over, viene pubblicato nell'ottobre 1995. È ideato per celebrare il 20º anniversario della sua carriera e si compone di una raccolta di reinterpretazioni di canzoni molto note. Il disco non solo si porta al primo posto della classifica country, ma raggiunge anche il 5º della classifica pop, vendendo milioni di copie. Tuttavia, dal momento che uno solo dei tre singoli estratti, una cover di "Ring on Her Finger, Time on Her Hands" di Lee Greenwood, entra tra i primi dieci più venduti e l'album stesso non diventa pluri Disco di Platino come i precedenti, si inizia a pensare che la cantante abbia commercialmente parlando raggiunto il vertice della sua carriera musicale.
Nel 1996 Reba piazza un suo disco al 2º posto della classifica dei brani più suonati alla radio dedicata alla musica Dance, un remix danzereccio di "You Keep Me Hangin' On". È l'unica artista della scena country ad aver ottenuto un simile successo in quel ramo della musica. Il Cd singolo, che contiene 4 diversi remix della canzone, raggiunge il 4º posto della classifica di vendita.
Ritorna a trionfare nella classifica country nel novembre 1996, con l'album What If It's You?, da cui sono estratti 4 singoli, tra i quali "How Was I to Know?" raggiunge al primo posto mentre "The Fear of Being Alone" e "I'd Rather Ride Around with You" raggiungono il secondo. L'album conquista contemporaneamente il Disco d'Oro e quello di Platino, finendo per vendere più di due milioni di copie.
Anche se il numero di suoi dischi che raggiungono il primo posto della classifica cala e le vendite dei suoi album non raggiungono più il vertice toccato da Greatest Hits Volume Two Reba McEntire contunua ad essere considerata una degli artisti di maggior successo. Continua a riscuotere consensi fino alla fine del decennio con brani come "Why Haven't I Heard From You?", "And Still" e "If You See Him", un duetto con Brooks & Dunn. Collabora di nuovo con Brooks & Dunn nella primavera del 1998 per realizzare un singolo intitolato "If You See Him/If You See Her", che raggiunge il 1º posto della classifica nel mese di giugno, preparando il terreno per l'uscita del 21º album, If You See Him, da cui vengono estratti altri tre singoli e che vende circa un milione di copie. Nel corso dell'anno ha un ruolo da protagonista nel film Tv Forever Love e fa diverse apparizioni come ospite speciale in episodi di serie televisive.
La sua tournée del 1997, fatta insieme a Brooks & Dunne, è il tour ad ottenere l'incasso maggiore della storia della musica country, per essere però sorpassato l'anno successivo da quello della cantante canadese Shania Twain.
Nel maggio 1999 ha già due nuovi album pronti per essere pubblicati in autunno. Il disco di canzoni natalizie The Secret of Giving: A Christmas Collection esce in settembre accompagnato da un film TV, The Secret of Giving. So Good Together, pubblicato in novembre, è invece il suo 22º album di studio, anticipato dal singolo "What Do You Say?" che entra tra i primi cinque della classifica. Il disco diventa Disco di Platino nel 2000.

### 2000–oggi: breve pausa e ritorno alla musica

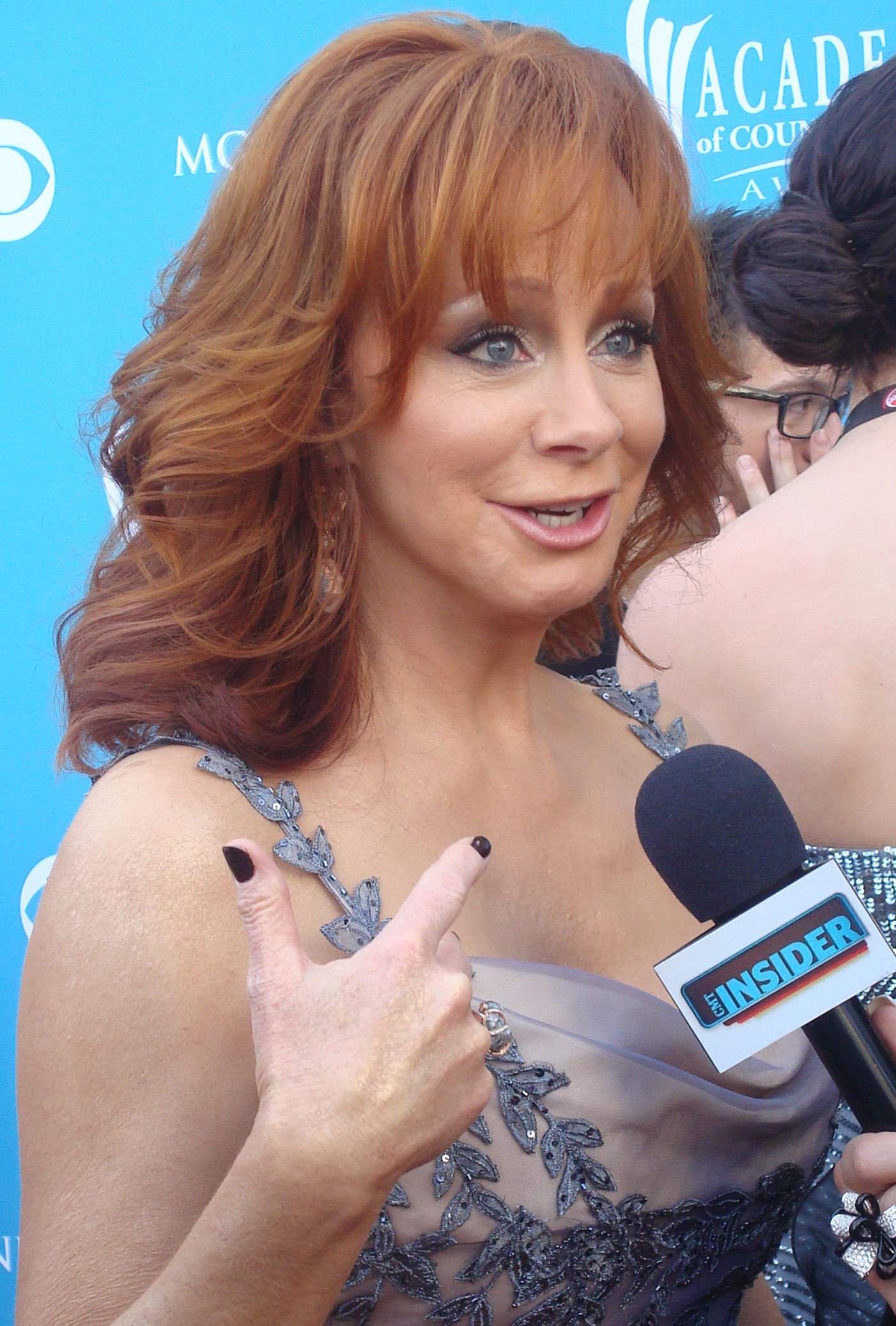
Reba McEntire ai Academy of Country Music Awards nel 2010

Verso la metà del 2001 pubblica un singolo, "I'm a Survivor", che entra tra i primi 5 della classifica country ed anticipa l'uscita di una nuova raccolta, Greatest Hits Vol. 3: I'm a Survivor, pubblicata in ottobre. La raccolta va al vertice della classifica country e conquista il Disco D'Oro. Dopo due anni di pausa torna a registrare dei nuovi pezzi nell'estate del 2003 e fa uscire il singolo "I'm Gonna Take That Mountain" . In novembre, a tre anni di distanza dal precedente, al singolo fa seguito il suo 23º album, Room to Breathe, che dopo nove mesi conquista il Disco di Platino. Il singolo successivo, "Somebody", nell'agosto 2004 riconquista il 1º posto della classifica dopo 6 anni e a tuttora è il suo ultimo ad aver ottenuto un tale successo .
Nell'estate 2004 dopo tre anni di assenza ritorna anche ad esibirsi dal vivo ed intraprende il Reba McEntire 2004 Tour.
Nell primavera del 2005, anche se per una sola serata, ritorna sul palco della commedia musicale: interpreta l'infermiera dell Arkansas Ensign Nellie Forbush in una speciale edizione di South Pacific di Richard Rodgers e Oscar Hammerstein II messa in scena alla Carnegie Hall. Si tratta di un'edizione arricchita dalla presenza di molti celebri attori come Brian Stokes Mitchell e Alec Baldwin, che viene ripresa dalla PBS e dalla quale viene tratto un disco pubblicato nel 2006.
Nel novembre 2005 pubblica Reba 1's, una doppia raccolta di tutti i suoi singoli che abbiano raggiunto il primo posto in una qualsiasi classifica statunitense che contiene inoltre due brani inediti.
Nel 2006 prende l'impegno di tenere una serie di concerti all'Hotel Hilton di Las Vegas chiamata REBA: Key to the Heart. In novembre le viene dedicata una stella sulla Music City Walk of Fame nel centro di Nashville e nello stesso mese la rete televisiva CMT le attribuisce, prima a riceverlo, il premio CMT Giant honor.
Nel febbraio 2007, dopo sei stagioni di successo, chiude la sitcom Reba in cui la cantante ricopriva il ruolo di protagonista. Poco dopo lei e Kelly Clarkson registrano insieme una puntata dello spettacolo musicale CMT Crossroads che va in onda il 24 giugno di quell'anno.
Reba: Duets è il suo ultimo album per la MCA Records prima della scadenza del contratto. Il disco, pubblicato il 18 settembre 2007, contiene dei duetti con alcuni dei più importanti artisti della scena musicale come Justin Timberlake, Rascal Flatts, Faith Hill, LeAnn Rimes e Carole King. Il primo singolo estratto è un brano cantato insieme a Kelly Clarkson, il rifacimento di una canzone della Clarkson, "Because of You". Per la prima volta nella sua carriera l'album esordisce direttamente al primo posto sia nella classifica country che in quella pop e vende più di 300 000 copie nella prima settimana conquistando in seguito il Disco di Platino. Nell'estate 2007 Reba McEntire inizia a girare gli Stati Uniti con il Key to the Heart Tour.
Il 17 gennaio 2008 si è esibita in un nuovo tour, il 2 Worlds, 2 Voices Tour 2008 in cui si esibisce insieme a Kelly Clarkson.

## La carriera di attrice

### Teatro
Nel febbraio 2001 Reba McEntire debutta a Broadway come protagonista nel ruolo di Annie Oakley nel riallestimento del musical di Irving Berlin Annie Get Your Gun. Lo spettacolo aveva preso il via nel 1999 con Bernadette Peters come protagonista. In seguito si erano cimentate nel ruolo anche le attrici di estrazione televisiva Susan Lucci e Cheryl Ladd le cui interpretazioni non erano state affatto apprezzate da pubblico e critica. La scelta della McEntire si rivela del tutto azzeccata. Nonostante manchi di esperienza teatrale, ha però maturato esperienze come attrice sia in televisione che, in misura minore, al cinema. In secondo luogo i suoi spettacoli hanno sempre previsto complesse coreografie e ripetuti cambi d'abito, pertanto è abituata ai ritmi serrati del teatro. In terzo luogo, naturalmente, sa cantare. Ultima cosa, ma non meno importante, grazie alla sua esperienza di rodeo e al suo accento dell'Oklahoma rappresenta una perfetta Annie Oakley. Il risultato è praticamente trionfale. Le critiche sono ottime e lo spettacolo registra costantemente il tutto esaurito.

### Reba
Inizia ad interpretare la sitcom, che va in onda su The WB Television Network il 5 ottobre 2001. La serie diventa ben presto il suo impegno principale, tanto da richiederle un trasferimento a Los Angeles per motivi logistici. Lo spettacolo ottiene subito un buon successo e diventa la più seguita serie comica della storia dell'emittente. Grazie a Reba, Reba McEntire vince il premio People's Choice Award e viene candidata per il Golden Globe. Alla chiusura del WB Network, la serie viene spostata, per la sua stagione conclusiva nel 2006-2007, sul nuovo canale The CW.

## Filmografia

### Cinema
- Tremors, regia di Ron Underwood (1990)
- Maverick, regia di Richard Donner (1994)
- Genitori cercasi (North), regia di Rob Reiner (1994)
- Piccole canaglie (The Little Rascals), regia di Penelope Spheeris (1994)
- Un corpo da reato (One Night at McCool's), regia di Harald Zwart (2001)

### Televisione
- Una vita da vivere (One Life to Live) – soap opera, 2 episodi (1992)
- WrestleMania VIII – speciale TV (1992)
- Frasier – serie TV, episodio 1x20 (1994)
- Un detective in corsia (Diagnosis Murder) – serie TV, episodio 4x18 (1997)
- The Secret of Giving: A Christmas Collection, regia di Sam Pillsbury – film TV (1999)
- Reba – serie TV, 126 episodi (2001-2007)
- Better with You – serie TV, episodio 1x08 (2010)
- Malibu Country – serie TV, 18 episodi (2012-2013)
- Vicini del terzo tipo (The Neighbors) – serie TV, episodio 1x22 (2013)
- Best Time Ever with Neil Patrick Harris – programma TV, episodio 1x06 (2015)
- Baby Daddy – serie TV, 2 episodi (2015-2016)
- L'uomo di casa (Last Man Standing) – serie TV, episodio 5x19 (2016)
- America's Got Talent – talent show (2016)
- Young Sheldon – serie TV, 7 episodi (2020-2024)
- Big Sky – serie TV, 13 episodi (2022-2023)
- The Voice – talent show (2023)

### Doppiatrice
- Red e Toby 2 - Nemiciamici (The Fox and the Hound 2), regia di Jim Kammerud (2006)
- La tela di Carlotta (Charlotte's Web), regia di Gary Winick (2006)
- Alla ricerca della Valle Incantata 14 - Il viaggio dei coraggiosi (The Land Before Time XIV: Journey of the Brave), regia di David Doi (2016)
- Spie sotto copertura (Spies in Disguise), regia di Nick Bruno e Troy Quane (2019)

## Vita privata
Il 25 giugno 1987 ha divorziato da Charlie Battles, che è stato suo marito per 11 anni. Dopo che i termini del divorzio sono stati stabiliti e Battles ha ottenuto la proprietà del loro ranch in Oklahoma, la McEntire si è trasferita a Nashville. Il 3 giugno 1989 a Lake Tahoe ha sposato il suo manager e chitarrista Narvel Blackstock. Hanno un figlio, Shelby Steven McEntire Blackstock, nato il 23 febbraio 1990. Nell'agosto 2015 la coppia annuncia la loro separazione.

## Riconoscimenti
| Anno | Premio                                 | Categoria                                                               |
| ---- | -------------------------------------- | ----------------------------------------------------------------------- |
| 1984 | Country Music Association              | Female Vocalist of the Year                                             |
| 1984 | Academy of Country Music               | Top Female Vocalist                                                     |
| 1985 | Music City News Country Awards         | Female Artist of the Year                                               |
| 1985 | Country Music Association              | Female Vocalist of the Year                                             |
| 1985 | Academy of Country Music               | Top Female Vocalist                                                     |
| 1986 | Music City News Country Awards         | Female Artist of the Year                                               |
| 1986 | Academy of Country Music               | Top Female Vocalist                                                     |
| 1986 | Academy of Country Music               | Video of the Year – "Whoever's In New England"                          |
| 1986 | Country Music Association              | Female Vocalist of the Year                                             |
| 1986 | Country Music Association              | Entertainer of the Year                                                 |
| 1986 | Grammy Awards                          | Best Country Vocal Performance, Female – "Whoever's In New England"     |
| 1987 | NARM                                   | Top Selling Female Country Album – "Whoever's In New England"           |
| 1987 | American Music Awards                  | Favorite Country Female Video Artist                                    |
| 1987 | Academy of Country Music               | Top Female Vocalist                                                     |
| 1987 | Country Music Association              | Female Vocalist of the Year                                             |
| 1988 | American Music Award                   | Favorite Female Country Artist                                          |
| 1988 | TNN Viewer's Choice Award              | Favorite Female Vocalist                                                |
| 1988 | Music City News Country Awards         | Female Artist of the Year                                               |
| 1989 | American Music Awards                  | Favorite Female Country Artist                                          |
| 1989 | Music City News Country Awards         | Female Artist of the Year                                               |
| 1989 | TNN Viewer's Choice Award              | Favorite Female Vocalist                                                |
| 1990 | American Music Awards                  | Favorite Female Country Artist                                          |
| 1990 | Academy of Country Music               | Top Female Vocalist                                                     |
| 1991 | American Music Awards                  | Favorite Female Country Artist                                          |
| 1991 | American Music Awards                  | Favorite Country Album – "Reba Live!"                                   |
| 1991 | Academy of Country Music               | Top Female Vocalist                                                     |
| 1991 | Academy of Country Music               | Video of the Year – "Is There Life Out There?"                          |
| 1992 | American Music Awards                  | Favorite Female Country Artist                                          |
| 1992 | People's Choice Awards                 | Favorite Female Country Performer                                       |
| 1992 | People's Choice Awards                 | Favorite Female Musical Performer                                       |
| 1993 | American Music Awards                  | Favorite Female Country Artist                                          |
| 1993 | American Music Awards                  | Favorite Country Album – "For My Broken Heart"                          |
| 1993 | People's Choice Awards                 | Favorite Female Musical Performer                                       |
| 1993 | Grammy Awards                          | Best Country Vocal Collaboration – "Does He Love You" (con Linda Davis) |
| 1994 | American Music Awards                  | Favorite Female Country Artist                                          |
| 1994 | People's Choice Awards                 | Favorite Female Country Performer                                       |
| 1994 | TNN/Music City News Country Awards     | Vocal Collaboration – "Does He Love You" (con Linda Davis)              |
| 1994 | Academy of Country Music               | Entertainer of the Year                                                 |
| 1994 | Academy of Country Music               | Top Female Vocalist                                                     |
| 1994 | Country Radio Awards                   | Entertainer of the Year                                                 |
| 1994 | Country Radio Awards                   | Female Vocalist                                                         |
| 1994 | Country Music Association              | Vocal Event of the Year – "Does He Love You" (con Linda Davis)          |
| 1994 | Billboard Awards                       | Favorite Female Country Artist                                          |
| 1995 | American Music Awards                  | Favorite Female Country Artist                                          |
| 1995 | American Music Awards                  | Favorite Country Album – "Read My Mind"                                 |
| 1995 | People's Choice Awards                 | Favorite Female Musical Performer                                       |
| 1995 | Blockbuster Awards                     | Favorite Female Country Artist                                          |
| 1996 | Country Weekly Golden Pick Awards      | Favorite Entertainer                                                    |
| 1996 | American Music Awards                  | Favorite Female Country Artist                                          |
| 1996 | People's Choice Awards                 | Favorite Female Musical Performer                                       |
| 1997 | People's Choice Awards                 | Favorite Female Musical Performer                                       |
| 1997 | Country Weekly Golden Pick Awards      | Favorite Female Vocalist                                                |
| 1997 | Blockbuster Awards                     | Favorite Album by a Female Country Artist – "What If It's You"          |
| 1998 | American Music Awards                  | Favorite Female Country Artist                                          |
| 1998 | People's Choice Awards                 | Favorite Female Musical Performer                                       |
| 1998 | TNN/Music City News Country Awards     | Minnie Pearl Humanitarian Award                                         |
| 1999 | British Country Music Awards           | International Female Vocalist of the Year                               |
| 1999 | CMT International Awards               | Video Event of the Year – "If You See Him/If You See Her"               |
| 2000 | British Country Music Awards           | International Female Vocalist of the Year                               |
| 2000 | Country Music Association              | International Artist Achievement Award                                  |
| 2001 | Drama Desk Awards                      | Special Award – "Annie Get Your Gun"                                    |
| 2001 | Outer Critics Awards                   | "Annie Get Your Gun"                                                    |
| 2002 | People's Choice Awards                 | Favorite Actress in a New Television Series – "Reba"                    |
| 2002 | Academy of Country Music               | Home Depot Humanitarian Award                                           |
| 2002 | CMT 40 Greatest Women of Country Music | #6 posto                                                                |
| 2003 | Country Radio Broadcasters             | Career Achievement Award                                                |
| 2003 | Academy of Country Music               | Leading Lady Award                                                      |
| 2004 | American Music Awards                  | Favorite Female Country Artist                                          |
| 2004 | New Music Weekly                       | Favorite Female Country Artist                                          |
| 2004 | CMT Flameworthy Awards                 | Johnny Cash Visionary Award                                             |
| 2005 | Academy of Country Music               | Special Award for Most Female Vocalist Wins                             |
| 2005 | Family Television Awards               | Best Actress, Reba                                                      |
| 2006 | CMT Giants                             | Inaugural Honoree                                                       |
| 2007 | Billboard Magazine                     | Woman of the Year                                                       |

Complessivamente fino ad oggi Reba McEntire ha ricevuto 74 premi.

## Discografia

### Album in studio
- 1977 - Reba McEntire
- 1979 - Out of a Dream
- 1980 - Feel the Fire
- 1981 - Heart to Heart
- 1982 - Unlimited
- 1983 - Behind the Scene
- 1984 - Just a Little Love
- 1984 - My Kind of Country
- 1985 - Have I Got a Deal for You
- 1986 - Whoever's in New England
- 1986 - What Am I Gonna Do About You
- 1987 - The Last One to Know
- 1988 - Reba
- 1989 - Sweet Sixteen
- 1990 - Rumor Has It
- 1991 - For My Broken Heart
- 1992 - It's Your Call
- 1994 - Read My Mind
- 1995 - Starting Over
- 1996 - What If It's You
- 1998 - If You See Him
- 1999 - So Good Together
- 2003 - Room to Breathe
- 2007 - Reba: Duets
- 2009 - Keep on Loving You
- 2010 - All the Women I Am
- 2015 - Love Somebody
- 2016 - My Kind of Christmas
- 2017 - Sing It Now: Songs of Faith & Hope
- 2019 - Stronger Than the Truth
- 2021 - Revived Remixed Revisited
- 2023 - Not That Fancy

### Album natalizi
- 1987 - Merry Christmas to You
- 1999 - The Secret of Giving: A Christmas Collection

### Album dal vivo
- 1989 - Reba Live
- 2006 - South Pacific: In Concert From Carnegie Hall

### Raccolte
- 1985 - The Best of Reba McEntire
- 1986 - Reba Nell McEntire
- 1987 - Greatest Hits
- 1992 - You Lift Me Up To Heaven
- 1992 - Forever In Your Eyes
- 1993 - Greatest Hits Volume 2
- 1994 - American Legends: Best of The Early Years
- 1994 - Oklahoma Girl
- 1999 - Moments and Memories: The Best of Reba
- 2000 - I'll Be
- 2001 - Greatest Hits Vol. 3: I'm a Survivor
- 2003 - 20th Century Masters: The Christmas Collection
- 2005 - Reba #1's
- 2005 - Reba McEntire: At Her Very Best
- 2005 - Love Collection
- 2005 - Christmas Collection
- 2007 - 20th Century Masters: The Millennium Collection
- 2008 - Love Revival
- 2008 - 50 Greatest Hits

## Doppiatrici italiane
Nelle versioni in italiano dei suoi film, Rebe McEntire è stata doppiata da:
- Laura Boccanera in Reba
- Ida Sansone in Tremors
- Rossella Acerbo in Frasier
- Emanuela Rossi ne La tela di Carlotta
- Isabella Pasanisi in Big Sky

Da doppiatrice è stata sostituita da:
- Emanuela Rossi in Red e Toby 2 - Nemiciamici
- Franca D'Amato in Spie sotto copertura